# تنها نخواهی بود
تنها نخواهی بود (به انگلیسی: You Won't Be Alone) یک فیلم ترسناک محصول سال ۲۰۲۲ به کارگردانی و نویسندگی گوران استولفسکی است که اولین کارگردانی خود را بر عهده داشت. نومی راپاس، آناماریا مارینکا، آلیس انگلرت، کارلوتو کوتا، فلیکس ماریتو و سارا کلیموسکا در این فیلم ایفای نقش کرده‌اند. این فیلم در تاریخ ۱ آوریل ۲۰۲۲ در سینماها اکران شد.
این فیلم برای اولین بار در بخش مسابقه دراماتیک سینمای جهانی جشنواره فیلم ساندنس در ۲۲ ژانویه ۲۰۲۲ به نمایش درآمد.

## خلاصه داستان
در مقدونیه قرن نوزدهم، یک دختر جوان ربوده و توسط یک روح باستانی به یک جادوگر تبدیل می‌شود. جادوگر کنجکاو در مورد زندگی به عنوان یک انسان، به‌طور تصادفی یک دهقان را در روستای مجاور می‌کشد و سپس شکل قربانی خود را می‌گیرد تا زندگی را در پوست او تجربه کند. او با شعله‌ور شدن کنجکاوی‌اش همچنان از این قدرت وحشتناک استفاده می‌کند تا بفهمد انسان بودن به چه معناست.

## بازیگران
- سارا کلیموسکا در نقش نونا
  - لئونتینا باینوویچ در نقش نونای جوان
- آناماریا مارینکا در نقش ماریا
- آلیس انگلرت در نقش بیلیانا / نونا شماره ۴
  - آناستازیا کارانوویچ در نقش بیلیانا جوان
    - سوفیا جرمیچ در نقش مادر بیلیانا
    - دنیل کوواچویچ در نقش پدر بیلیانا
    - سنکا کولوزوا در نقش مادربزرگ بیلیانا
    - یلنا ولکوسکی در نقش خواهر شوهر بیلیانا
- فلیکس ماریتو در نقش جوان
  - دنیلو ساویچ در نقش یوئان جوان
- کارلوتو کوتا در نقش بوریس / نونا شماره ۳
  - میلنا نیکولیچ در نقش همسر بوریس
  - برانیسلاو کوبریلو در نقش پدر بوریس
- نومی راپاس در نقش بوسیلکا/ ناونا شماره ۲
  - یاسمینا اوراموویچ در نقش مادرشوهر بوسیلکا
- آرتا دوبروشی در نقش استامنا
  - آرتان سادیکو در نقش شوهر استامنا
- پردراگ واسیچ در نقش داماد
  - وریکا ندسکا در نقش مادر داماد
  - نیکولا مارکوویچ در نقش پدر داماد
- ملادن ووکوویچ در نقش استوجان
  - جورجه زیوادینوویچ گرگر در نقش استوجان جوان
- جورجه میسینا در نقش میروسلاو
- ایرنا ریستیچ در نقش الیکا
- کامکا توچینوسکی در نقش جوآنا
- ویکتوریا یاکولیویچ در نقش دختر کوچولو
- ماریا اوپسنیکا در نقش اور-ویچ
- میلوش پانتیچ در نقش دوسان
- تئودور وینچیچ در نقش ولادیمیر
- نیکولا ریستانوفسکی در نقش میلان
- وسلینا میهایلوویچ در نقش ماما
- جورج کوچیچ در نقش هیزم‌شکن

## تولید
در دسامبر ۲۰۲۰، اعلام شد که نومی راپاس، آناماریا مارینکا، آلیس انگلرت، کارلوتو کوتا، فلیکس ماریتو و سارا کلیموسکا به بازیگران این فیلم ملحق شده‌اند و گوران استولفسکی بر اساس فیلمنامه‌ای که او نوشته بود کارگردانی می‌کند و فوکوس فیچرز قرار است توزیع شود. عکاسی اصلی تا دسامبر ۲۰۲۰ به پایان رسید.

## انتشار
این فیلم در جشنواره فیلم ساندنس ۲۰۲۲ در ۲۲ ژانویه ۲۰۲۲ در بخش مسابقه دراماتیک سینمای جهان به نمایش درآمد، و پس از آن در ۱ آوریل ۲۰۲۲ در ایالات متحده اکران شد و در می ۲۰۲۲ در سرویس استریم پی‌کاک به نمایش درآمد.

## بازخورد

### فروش گیشه
در ایالات متحده و کانادا، این فیلم در اکران آخر هفته ۱۲۴٫۷۵۰ دلار از ۱۴۷ سینما به دست آورد. در آخر هفته دوم ۴۹٫۷۵۰ دلار (کاهش ۶۰ درصدی) اضافه کرد.

### پاسخ انتقادی
در وبگاه جمع‌آوری نقد راتن تومیتوز، ٪۹۳ از ۱۱۳ بررسی منتقدان مثبت است و میانگینِ امتیاز آن ۷٫۷/۱۰ است. اجماع این وبگاه چنین می‌نویسد: «شاید این فیلم برای برخی به نفعِ خود فیلم، بیش از حد هنری به نظر برسند؛ اما تنها نخواهی بود به‌طور متفکرانه‌ای به بررسی داستان‌های ترسناک آشنا می‌پردازد.»